# Béraud II
Béraud II de Clermont (1333 - 17 janvier 1399) est le 8e dauphin d'Auvergne (1356-1399).
Comte de Clermont et seigneur de Mercœur (1356-1371), il est le fils de Béraud Ier (dauphin d'Auvergne), comte de Clermont, seigneur de Mercœur et de Marie de La Vie de Villemur (v. 1315 - 1383). 

## Biographie
Né en 1333, Béraud II dit le Grand fut l'un des otages choisis, lors du traité de Brétigny (1360 ; lors de la Guerre de Cent Ans), pour être envoyé en Angleterre (il y resta treize ans).
En 1348, il épouse Yolande, fille du Guillaume III de Genève et de Agnès de Savoie.
Il épouse, le 22 juin 1357 Jeanne, qui meurt le 17 février 1369). Veuf, il épouse en secondes noces le 27 juin 1374 à Riom, Marguerite de Sancerre, fille du comte de Sancerre Jean III et de Marguerite de Marmande, dame de Sagonne, Marmande, Faye-la-Vineuse, morte en 1419, veuve en premières noces de Gérard Chabot dit « Gérard VI de Retz ». En 1386, Béraud II est présent à L'Écluse lors de la tentative avortée de débarquement en Angleterre.

## Descendance
Béraud II et Jeanne de Forez eurent une fille: 
- Anne-Dauphine de Forez dite Anne d'Auvergne, (1358 - 1417 à Cleppé), comtesse de Forez en 1372[6], épouse de Louis II de Bourbon (1337 - 1410), duc de Bourbon, qui donnera naissance à Jean Ier de Bourbon (1381 - 1434), duc d'Auvergne[8] ; la succession du Forez, de Mercœur et finalement du dauphiné d'Auvergne en 1436, vient d'Anne-Dauphine d'Auvergne-Forez.

Béraud II et Marguerite de Sancerre eurent :
- Béraud III (vers 1380 - 28 juillet 1426) qui héritera du comté de Sancerre à la mort de sa mère, en 1419[9] : postérité éteinte en 1436 avec sa fille la dauphine d'Auvergne Jeanne Ire.
- Robert Dauphin d'Auvergne, évêque de Chartres puis d'Albi.
- Marie ou Jehanne d'Auvergne, dauphine d'Auvergne, dame de Bussy (fief accordé à son père Béraud II par le roi) et dame de Polignac par sa 1° union avec Randonnet de Polignac, fils d'Armand X ; puis épouse le 9 juillet 1400, Guillaume de Vienne, seigneur de Saint-Georges et Seurre et de Sellières[10] : postérité, notamment les Orléans-Longueville en lignée féminine.
- Marguerite, dauphine d'Auvergne, héritière de Sancerre, et dame de Bueil par son mariage ; épouse en 1404 Jean IV de Bueil[11] : postérité, dont les Chaumont d'Amboise en lignée féminine (un rameau aura Bussy : les Bussy d'Amboise).